# Schnabelwaid

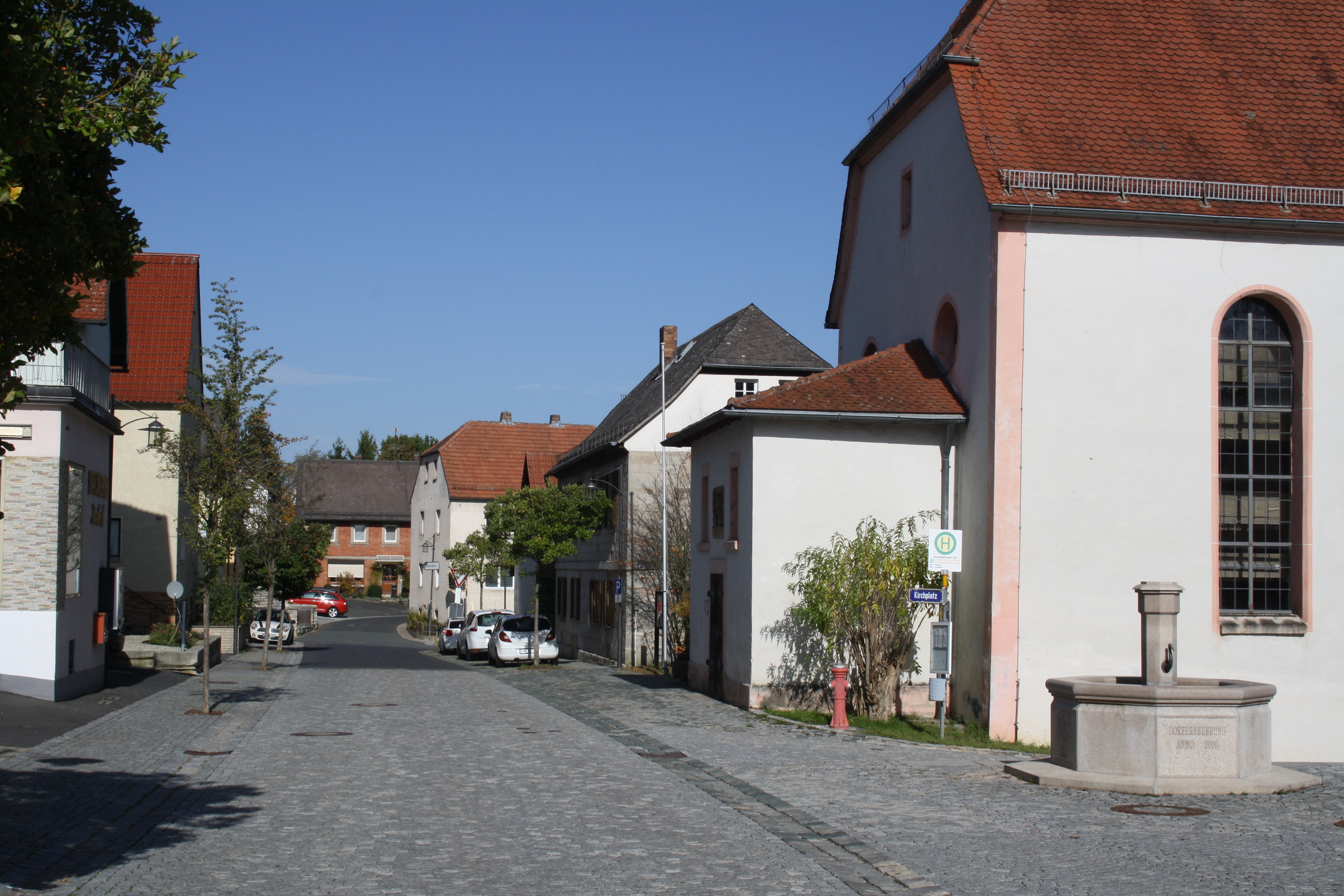
Hauptstraße in Schnabelwaid

Schnabelwaid ist ein Markt im Landkreis Bayreuth (Regierungsbezirk Oberfranken). Die Gemeinde ist Mitglied der Verwaltungsgemeinschaft Creußen.

## Geografie

### Gemeindegliederung
Der Markt Schnabelwaid hat 8 Gemeindeteile (in Klammern ist der Siedlungstyp angegeben):
- Arnoldsreuth (Weiler)
- Craimoos (Weiler)
- Gößmannsreuth (Weiler)
- Neumühle (Weiler)
- Preunersfeld (Dorf)
- Schmellenhof (Weiler)
- Schnabelwaid (Hauptort)
- Schönfeld (Dorf)

Außerdem gibt es die Wohnplätze Dammühle, Schönfelder Mühle und Ziegler.
Es gibt auf dem Gemeindegebiet die Gemarkungen Preunersfeld, Schnabelwaid und Schnabelwaider Kütschenrain.  Die Gemarkung Schnabelwaid hat eine Fläche von 6,824 km². Sie ist in 1317 Flurstücke aufgeteilt, die eine durchschnittliche Flurstücksfläche von 5181,57 m² haben. In ihr liegt neben dem namensgebenden Ort der Gemeindeteil Schönfeld.

### Nachbargemeinden
Nachbargemeinden sind (von Norden beginnend im Uhrzeigersinn): Creußen, Prebitz und Pegnitz.

## Geschichte

### Bis zur Gemeindegründung
Die Herren von Künsberg waren seit 1410 im Besitz der Burg und des Ortes. Die Markgrafen von Brandenburg-Bayreuth erwarben im Jahr 1668 den Ort. Das Amt des seit 1792 preußischen Fürstentums Bayreuth fiel mit diesem im Frieden von Tilsit 1807 an Frankreich und kam 1810 zu Bayern. Schnabelwaid besaß wichtige magistratische Eigenrechte.

### Eingemeindungen
Im Zuge der Gebietsreform in Bayern wurden am 1. Mai 1978 Gebietsteile der aufgelösten Gemeinde Zips eingegliedert.

### Einwohnerentwicklung
- 1961: 0993 Einwohner
- 1970: 0993 Einwohner
- 1987: 0893 Einwohner
- 1991: 0927 Einwohner
- 1995: 1015 Einwohner
- 2000: 1004 Einwohner
- 2005: 1045 Einwohner
- 2010: 0984 Einwohner
- 2015: 0981 Einwohner
- 2016: 0975 Einwohner

## Religion

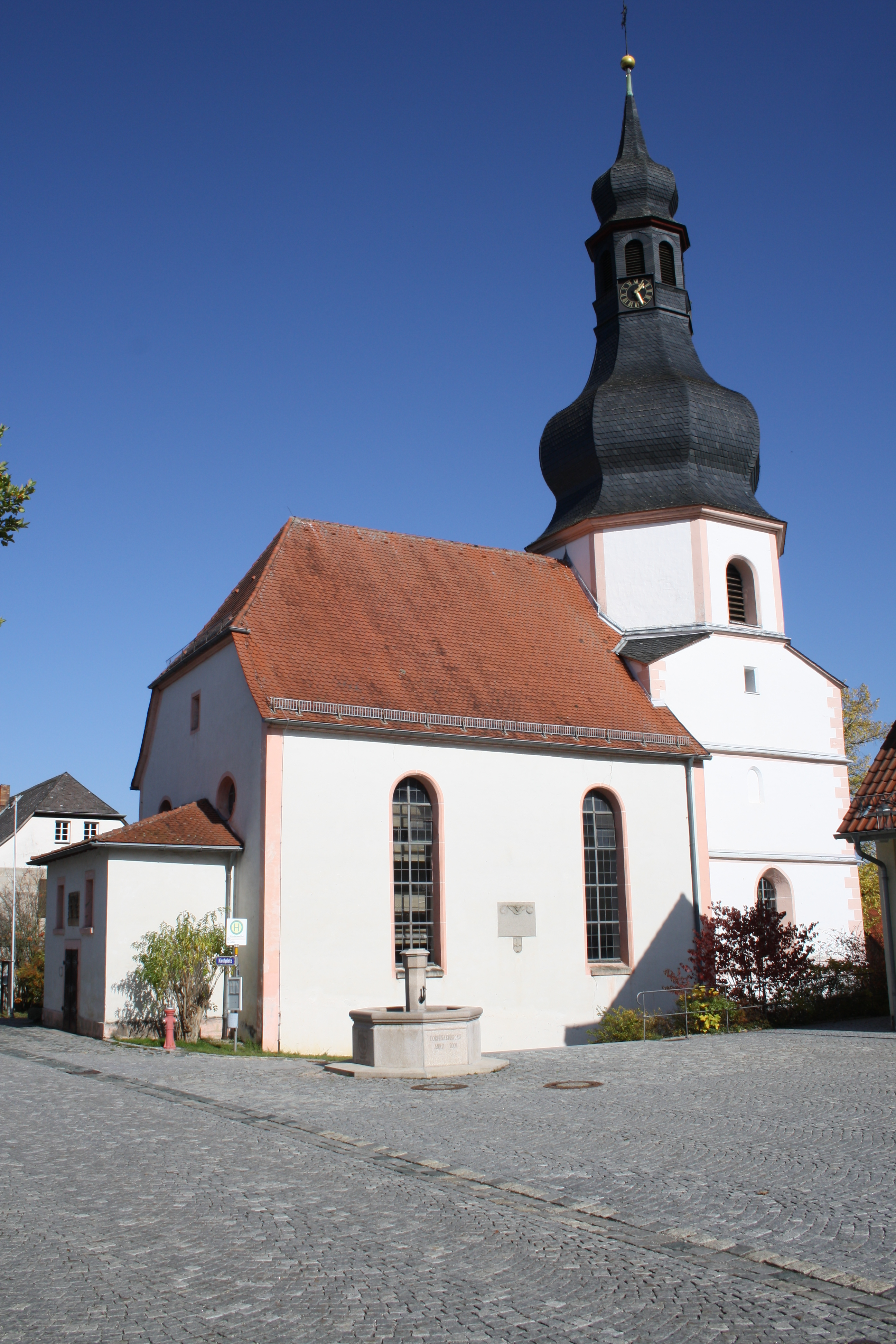
Maria-Magdalena-Kirche

65 % der Einwohner sind evangelisch, 23 % katholisch. Die evangelische Maria-Magdalena-Kirche gehört zum Dekanat Pegnitz der Evangelisch-Lutherischen Kirche in Bayern. Die katholische Filialkirche St. Otto gehört zur Pfarrei St. Marien mit Sitz in Creußen, Erzbistum Bamberg.

## Politik

### Bürgermeister
Erster Bürgermeister ist seit dem 21. Januar 2007 Hans-Walter Hofmann (CSU). Bei der Kommunalwahl am 2. März 2008 setzte sich Hofmann erneut mit 53,09 % gegen Rüdiger Goller (SPD) durch. Am 16. März 2014 wurde Hofmann mit 57,12 % im Amt bestätigt. Nach der dritten Wahlniederlage gegen Hofmann erklärte Goller seinen endgültigen Rückzug aus der Kommunalpolitik.

### Gemeinderat
Der Gemeinderat setzt sich ab März 2020 wie folgt zusammen:
- CSU 4 Sitze (2014: 5 Sitze)
- FWG 4 Sitze (2014: 4 Sitze)
- SPD 0 Sitze (2014: 3 Sitze)

### Bürgermeisterwahl am 21. Januar 2007
Bürgermeister war seit dem 26. September 2006 der Zweite Bürgermeister Hans-Walter Hofmann (CSU), da  Bürgermeister Wilhelm Friedrich (SPD) im Alter von 74 Jahren verstorben war. Neuwahlen fanden am 21. Januar 2007 statt. Am Wahlabend wurde der Kandidat der SPD, Rüdiger Goller, als knapper Sieger ausgerufen. Doch schon am nächsten Tag stellte sich heraus, dass die Stimmen falsch ausgezählt worden waren und der CSU-Kandidat Hans-Walter Hofmann die Wahl mit nur sieben Stimmen Vorsprung gewonnen hatte. Für fast sieben Wochen rückte Schnabelwaid in den Mittelpunkt des Interesses von Presse, Rundfunk und Fernsehen: Die Wahl wurde vom SPD-Bewerber angefochten und Strafanzeige erstattet. Es war gut fünf Wochen lang umstritten, ob die Wahl rechtmäßig war, da es bei der Auszählung am Wahlabend zu einer Vielzahl von Verstößen gegen die Wahlordnung gekommen war und auch die Nachzählung am Montag nicht vom Wahlleiter autorisiert wurde. Die Staatsanwaltschaft Bayreuth konnte Manipulationen ausschließen und stellte am 12. Februar 2007 ihre Ermittlungen ein. Das Landratsamt Bayreuth stellte am 2. März 2007 fest, dass die Wahl gültig ist. Am 15. März 2007 erklärte der unterlegene SPD-Kandidat, dass er aufgrund der erwarteten langen Verfahrensdauer auf eine gerichtliche Nachprüfung verzichte.

## Wappen
|                                        | Blasonierung: „Gespalten von Silber und Blau; vorne am Spalt ein halber, golden bewehrter roter Adler mit goldenem Kleestängel auf dem Flügel; hinten ein links gewendeter silberner Storchenrumpf mit rotem Schnabel.“ |
| Wappenführung seit dem 17. Jahrhundert | |

## Kultur und Sehenswürdigkeiten

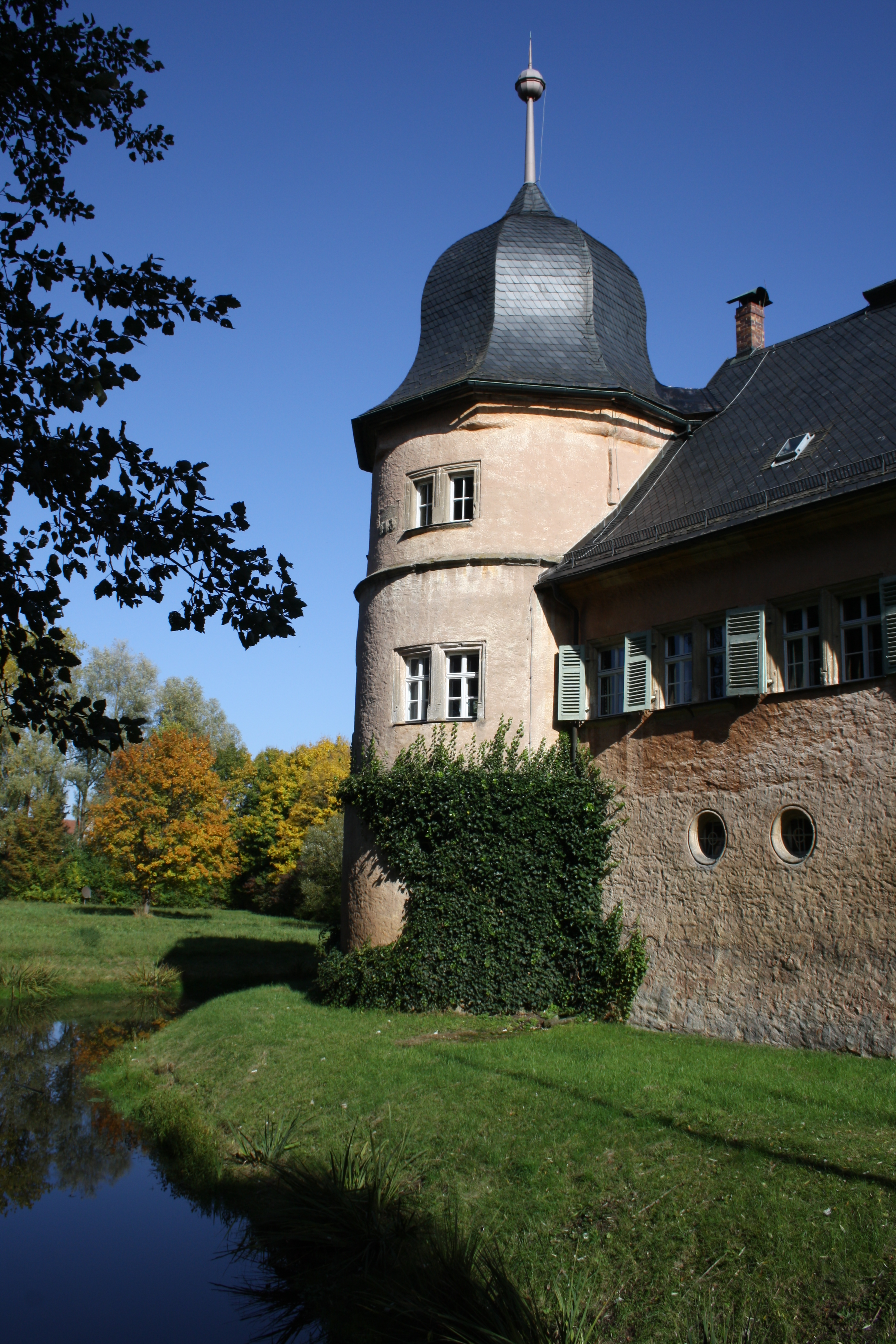
Schloss Schnabelwaid

Am Rande des Ortskerns befindet sich das Schloss Schnabelwaid.
Östlich des Gemeindeteiles Craimoos befindet sich der nach ihm benannte Craimoosweiher. Dieser steht unter Naturschutz und ist für bedrohte Vogel-, Insekten- und Pflanzenarten ein wichtiger Lebensraum. Im Jahre 2014 wurde am Ufer ein Vogelbeobachtungsturm gebaut.

## Wirtschaft und Infrastruktur

### Wirtschaft einschließlich Land- und Forstwirtschaft
Es gab 1998 nach der amtlichen Statistik im produzierenden Gewerbe 73 und im Bereich Handel und Verkehr keine sozialversicherungspflichtig Beschäftigte am Arbeitsort. Sozialversicherungspflichtig Beschäftigte am Wohnort gab es insgesamt 345. Im verarbeitenden Gewerbe gab es keine, im Bauhauptgewerbe zwei Betriebe. Zudem bestanden im Jahr 1999 24 landwirtschaftliche Betriebe mit einer landwirtschaftlich genutzten Fläche von 648 Hektar, davon waren 369 Hektar Ackerfläche.

### Verkehr

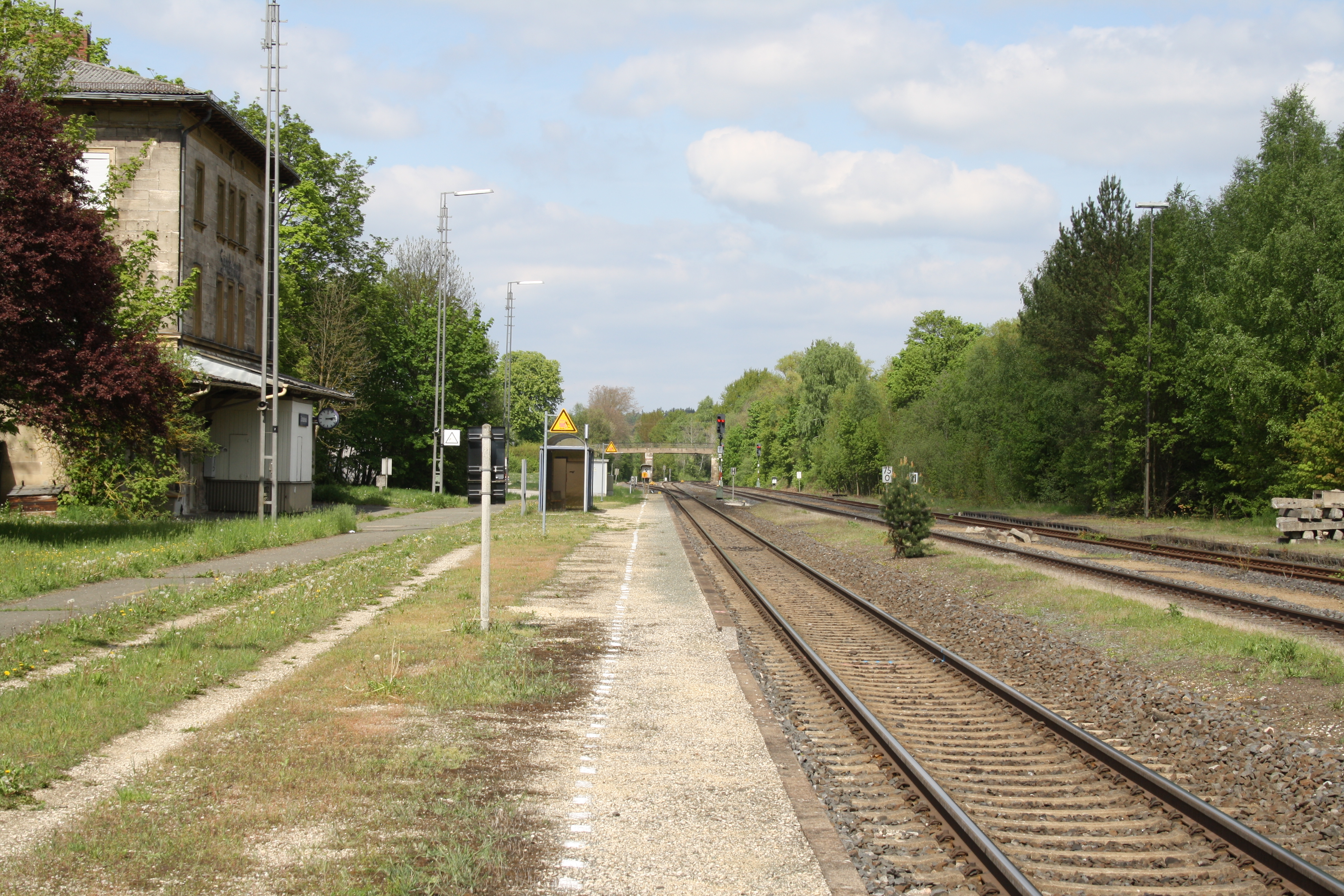
Bahnhof

Schnabelwaid liegt an den zwischen Pegnitz und Bayreuth auf gleicher Trasse verlaufenden Bundesstraßen B 2 und B 85 unweit der Autobahn A 9, zu deren Anschlussstelle 43 Trockau eine direkte Straßenverbindung besteht.
Der erste Bauabschnitt der Bahnstrecke Nürnberg–Cheb führte bis Schnabelwaid und wurde im Juli 1877 eröffnet, ebenso die eingleisige Strecke nach Bayreuth. Die Fortführung bis Marktredwitz und weiter zum Grenzbahnhof Schirnding wurde im folgenden bzw. übernächsten Jahr fertiggestellt. Heute wird der im Verkehrsverbund Großraum Nürnberg (VGN) gelegene Bahnhof Schnabelwaid von Zügen der Linien RE 30 und RE 32 bedient. Anschluss in Richtung Bayreuth und Nürnberg besteht jeweils im Zweistundentakt; zur Fahrt nach Marktredwitz muss in Pegnitz umgestiegen werden.
Durch Schnabelwaid verläuft der Fränkische Marienweg.

## Persönlichkeiten
- Heinrich von Bibra (1711–1788), Fürstbischof und Abt von Fulda
- Carl Wilhelm Eduard Naegelsbach (1815–1880), evangelisch-lutherischer Theologe, Bibelausleger und Hebraist
- Wilhelm Götz (1844–1911), Gefängnispfarrer, Lehrer und Geograph
- Friedrich Zagel (1893–1979), Landrat